# Hoplostethus occidentalis

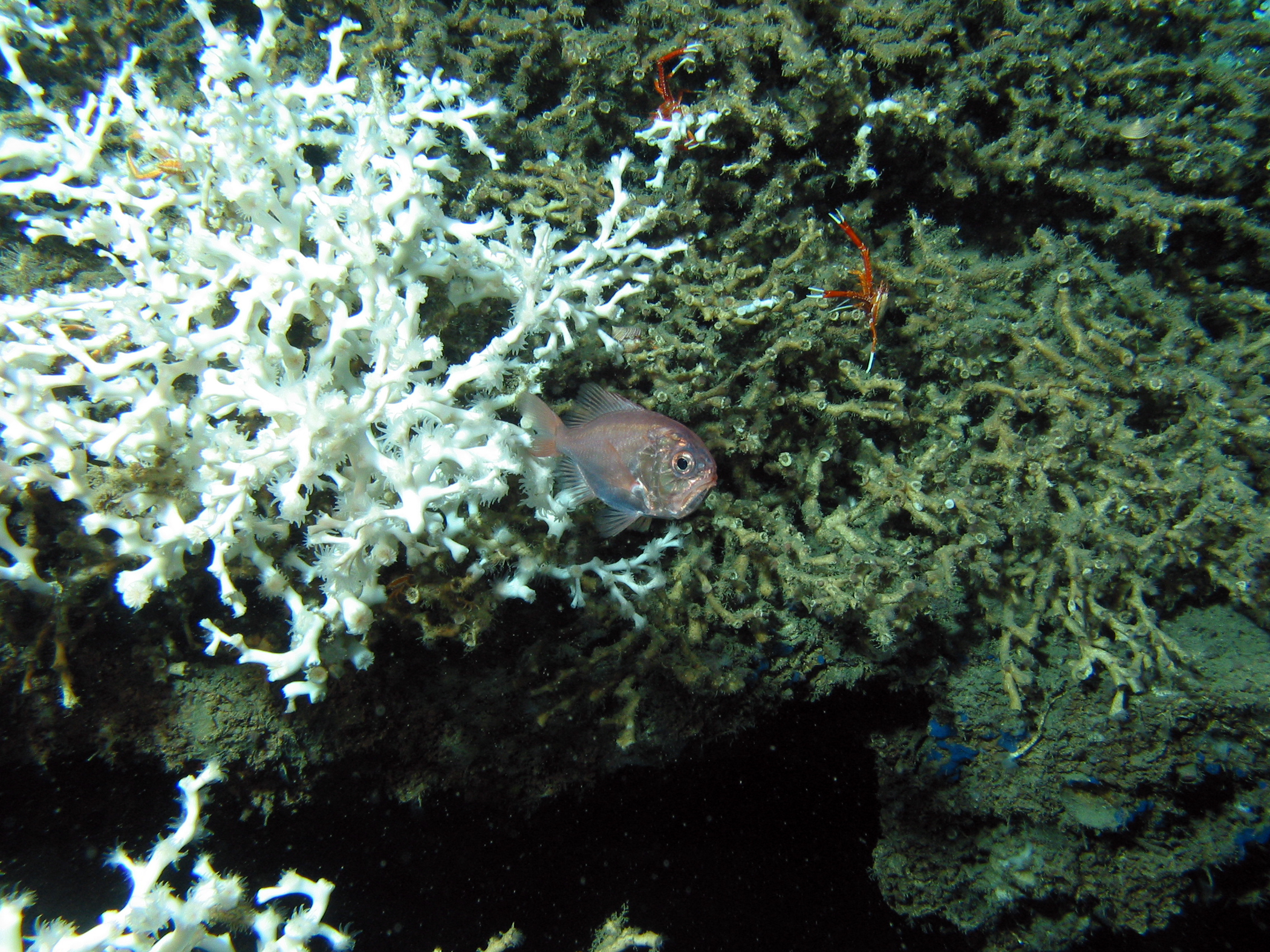
Hoplostethus occidentalis en arrecife de Lophelia pertusa

El reloj occidental es la especie Hoplostethus occidentalis (Woods, 1973), un pez marino de la familia traquictiídeos, distribuida por toda la costa oeste del océano Atlántico, desde la isla de Terranova hasta casi el océano Antártico, incluyendo el mar Caribe y golfo de México.

## Anatomía
La longitud máxima descrita es de 17,3 cm. Tiene seis espinas en la aleta dorsal y tres en la aleta anal. Las aletas pectorales son muy largas, con sus puntas extendidas hasta el origen de la aleta anal. Escamas adherentes con espínulas pequeñas, de márgenes aserrados, espinas de los radios de las aletas pequeños; los dentículos de los huesos de la cabeza son pequeños, con septos relativamente fuertes.

## Hábitat y biología
Vive en un ambiente batipelágico pegado al sustrato a gran profundidad, normalmente entre e 396 m y 622 m (promedio 466 m).